# エルサレム神殿

エゼキエルの予言にある再建案を元に19世紀に図案化されたもの

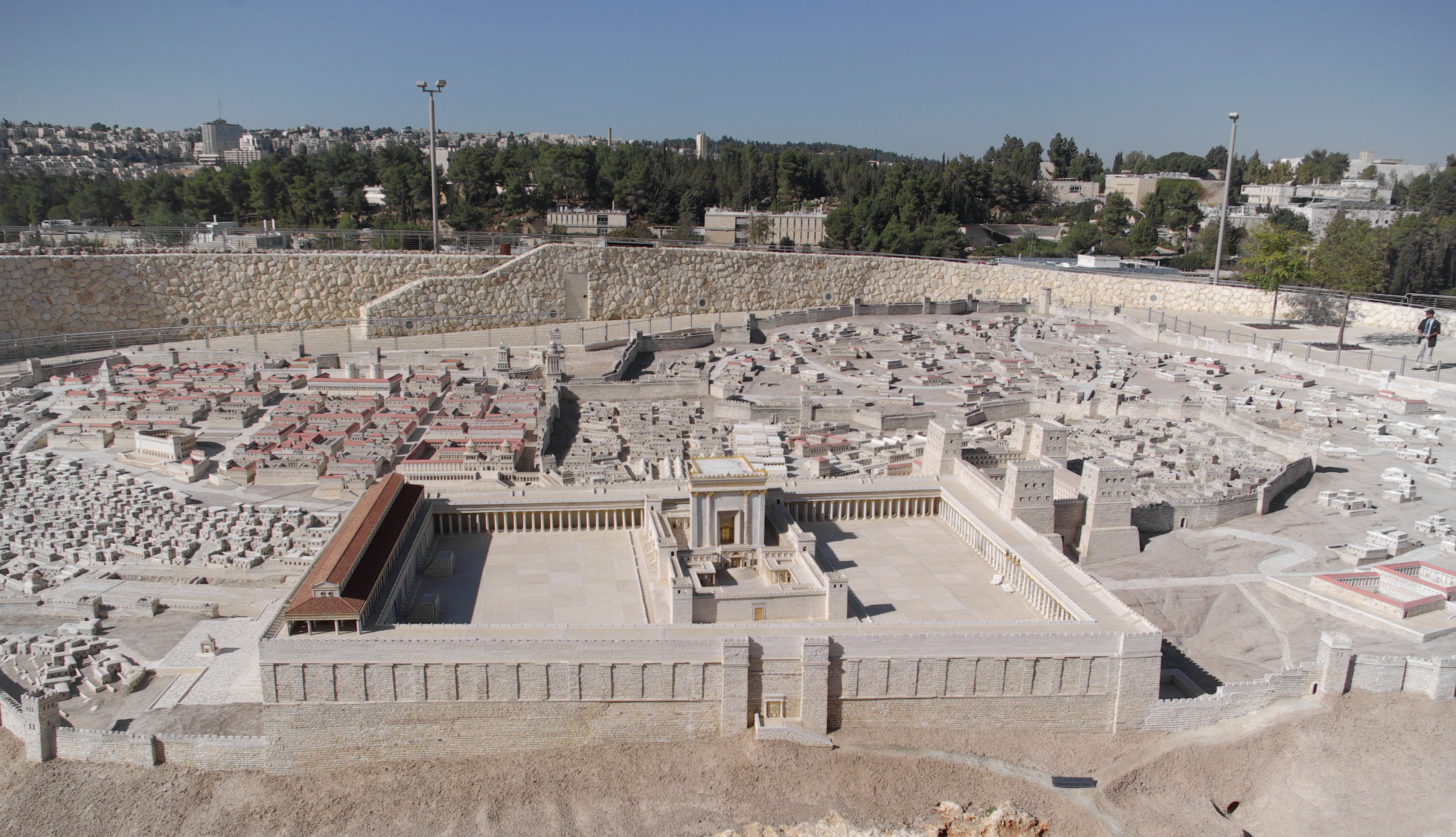
ヘロデの神殿の模型（イスラエル博物館、エルサレム）

エルサレム神殿（エルサレムしんでん）は、古代エルサレムに存在したユダヤ教の礼拝の中心地。唯一の神ヤハウェの聖所であり、アロンの家系の祭司とレビ人と呼ばれるレビ族出身の非祭司階級が祭祀に当たった。

## 概要
歴史的には、
- 紀元前10世紀にソロモン王が建設した神殿（ソロモン神殿）
- バビロン捕囚からの解放後の紀元前515年にゼルバベルの指揮でほぼ同じ場所に再建された神殿（第二神殿）
- 紀元前20年にヘロデ大王によって完全改築に近い形で大拡張された神殿（ヘロデ神殿）

がある。
しかし、紀元70年、ユダヤ戦争において、ローマ帝国軍、並びにその同盟軍であったハスモン王朝の母系子孫でありヘロデ大王の曾孫にあたるアグリッパ2世は、13のトーチカを3日で作ってシオンを包囲し、ユダヤ人を兵糧攻めにし、投降してくるユダヤ人を磔にし、ユダヤでは真夏に相当する第6月8日、9日、10日の3日間に渡って聖所に火を放ち、立て篭もったユダヤ人を虐殺して、その後に神殿を破壊した。
現在「嘆きの壁」と呼ばれる部分は、このヘロデ神殿を取り巻いていた外壁の西側の部分とされ、ユダヤ人は「西の壁」と呼んでいる。この部分を含め外壁はその基礎部分がほぼすべて残されている。

## 歴史

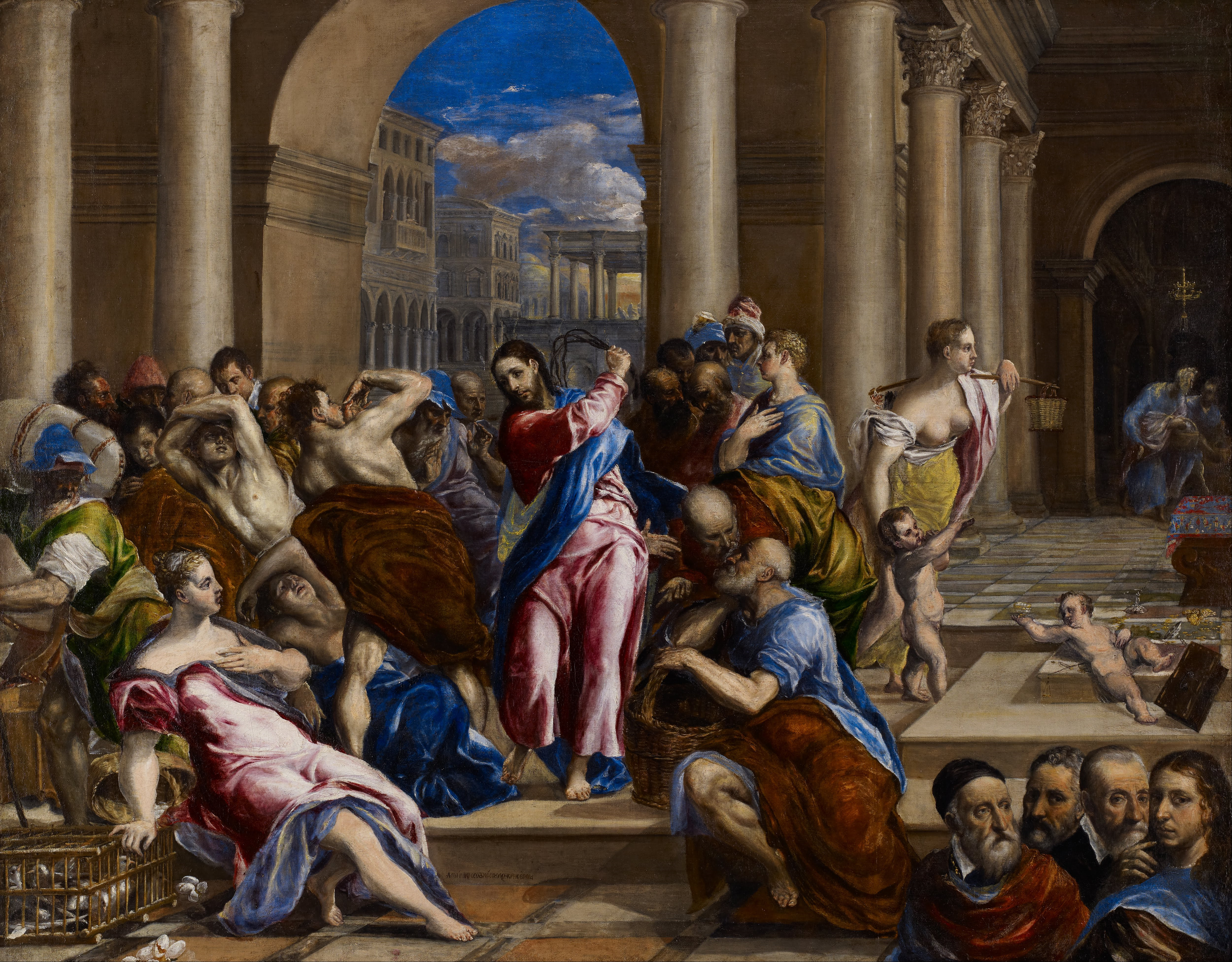
エル・グレコ『神殿から商人を追い払うキリスト』 157-75年ミネアポリス美術館

旧約聖書の『列王記』、『歴代誌』によれば、初めソロモン王により創建された。これは紀元前10世紀のことと推定される。
ユダ王国がバビロニアにより滅亡したのち衰微するが、ペルシア帝国のもとでユダヤ人の帰還が許され、神殿も再建された。この再建の背景にはキュロス2世が征服民に寛容な政策を取り、かれらに文化上・信仰上の自由を許すことが帝国の安定に寄与すると考えたことが関わっている。
再建された第二神殿はユダヤ人の信仰の中心であったが、祭司出身者によるハスモン朝が成立してユダヤが独立するとユダヤの神権政治の中心ともなった。
神殿は紀元前1世紀にイドマヤ出身（エドム人の改宗者）のヘロデ大王によって拡張され、その王宮と回廊で結ばれた。ヘロデ大王により拡張された神殿は、それ以前と区別してヘロデの神殿とも呼ばれる。
新約聖書によれば、イエス・キリストはここで「宮清め」を行なったとされる。生け贄用の家畜を持ってきても祭司や長老に傷物と断られ、結託した商人が金儲けを計っていたのだが、これに激怒して商人たちを神殿から追い出した。

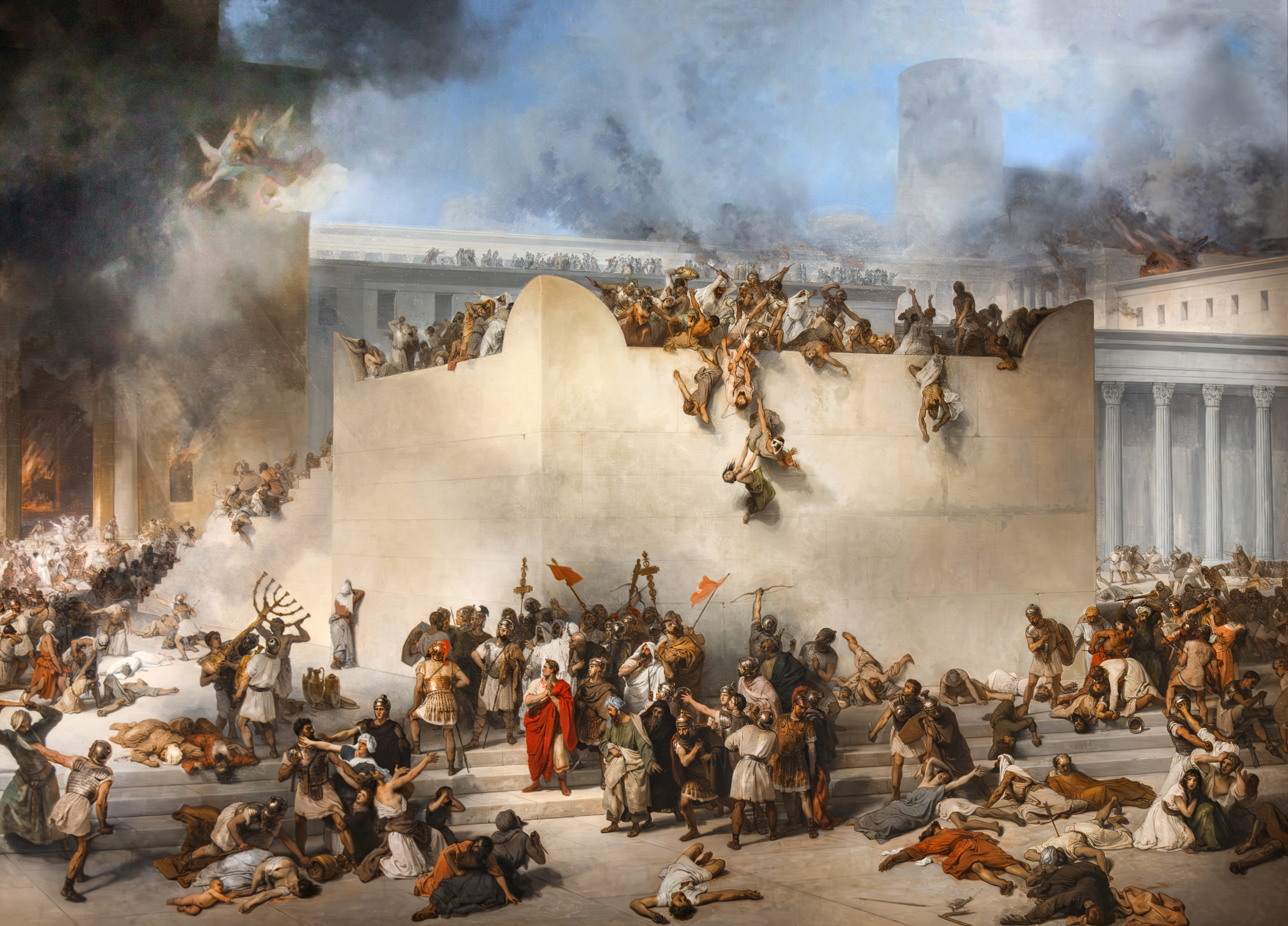
フランチェスコ・アイエツ『エルサレム神殿の破壊』

ユダヤ戦争においては紀元70年のエルサレムにおける最後の攻防戦の舞台となった（この戦争におけるエルサレム神殿の様子はフラウィウス・ヨセフスの『ユダヤ戦記』にくわしい）。戦争が終わると神殿はエルサレムの市街ともどもローマ帝国によって破壊され、エルサレムと神殿はもはやユダヤ教の信仰生活の中心ではなくなった。
ローマ皇帝ハドリアヌスはもとのエルサレムに植民市アエリア・カピトリーナをおいたが、そこにユダヤ人が入ることは禁止された。皇帝ユリアヌスの治世に再建が図られたが実現せず、再建の計画は放棄されて今日に至る。
なお、現在のイスラエルのユダヤ教の右派には、岩のドームを壊しての神殿の再建を計画しているグループがいる。